# Frederick Copleston
Frederick Charles Copleston (10. dubna 1907, Taunton – 3. února 1994 v Londýně) byl britský jezuita a historik filosofie, který je známý především jako autor obsáhlé mnohosvazkové učebnice Dějiny filosofie (1946–1975). V letech 1920–1925 navštěvoval Copleston střední školu Marlborough College a po maturitě pokračoval v letech 1925–1929 ve vysokoškolském studiu na Oxfordské univerzitě.

## Dílo
- A History of Philosophy (1946–1975)
- Russian Religious Philosophy (1988)[3]